# Bonnet (Meuse)
Pour les articles homonymes, voir Bonnet.
Bonnet est une commune française située dans le département de la Meuse, en région Grand Est.

## Géographie

### Situation
Bonnet est sur la route de Nancy à Orléans, à mi-chemin entre Vaucouleurs sur la Meuse et Joinville sur la Marne.

#### Communes limitrophes
| Ribeaucourt        | Houdelaincourt     | Houdelaincourt     |
| Mandres-en-Barrois | Bonnet             | Houdelaincourt     |
| Mandres-en-Barrois | Horville-en-Ornois | Horville-en-Ornois |

### Hydrographie
La commune est dans la région hydrographique « la Seine de sa source au confluent de l'Oise (exclu) » au sein du bassin Seine-Normandie. Elle est drainée par l'Ormancon, le ruisseau de Richecourt, le Vaux de Maix, le ruisseau des Noues et la Fontaine Saint-Florentin,.
L'Ormancon, d'une longueur de 16 km, prend sa source dans la commune de Mandres-en-Barrois et se jette  dans divers bras de l'Ornain à Tréveray, après avoir traversé quatre communes. 

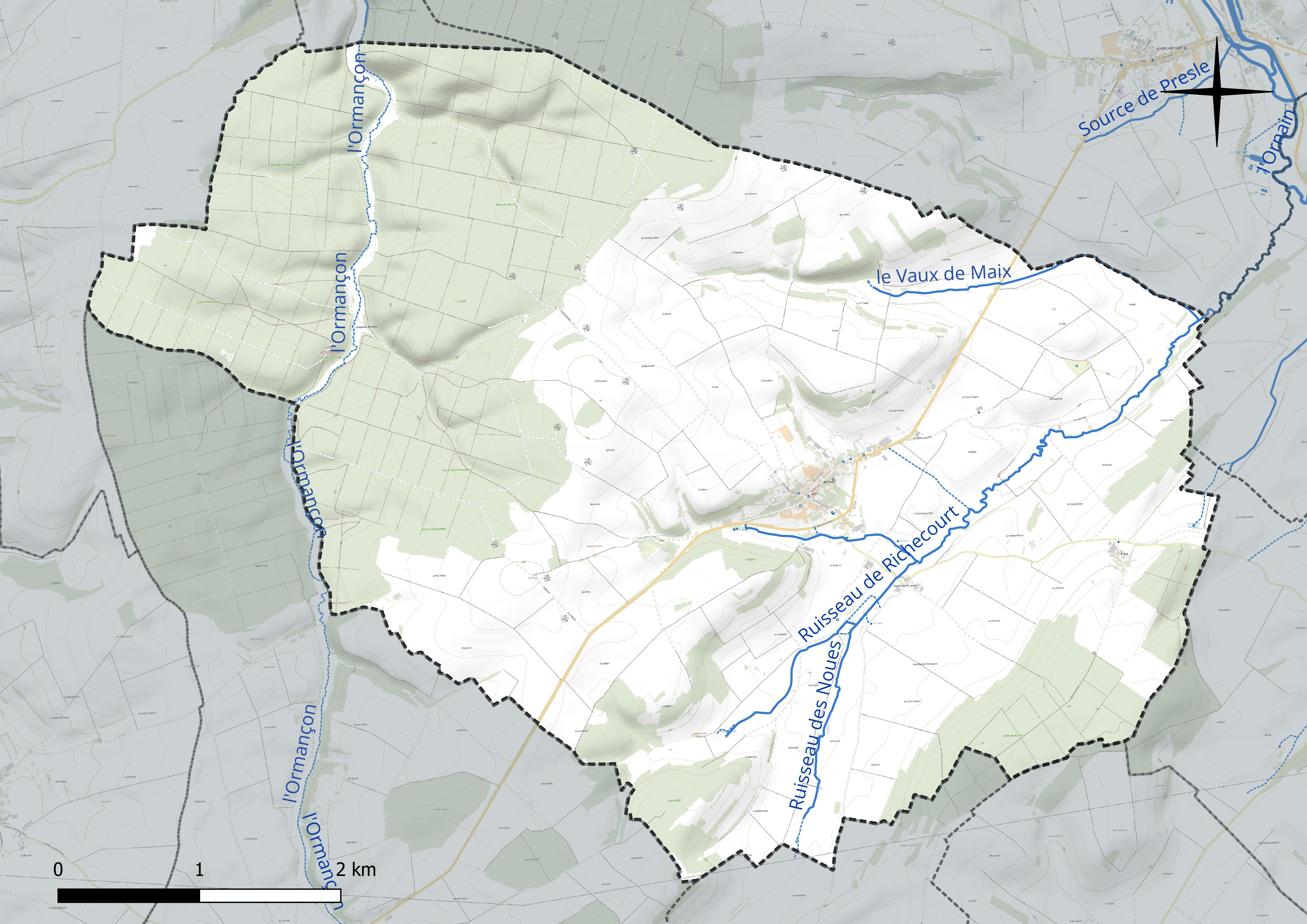
Réseau hydrographique de Bonnet.

### Climat
Pour des articles plus généraux, voir Climat du Grand Est et Climat de la Meuse.
En 2010, le climat de la commune est de type climat de montagne, selon une étude du Centre national de la recherche scientifique s'appuyant sur une série de données couvrant la période 1971-2000. En 2020, Météo-France publie une typologie des climats de la France métropolitaine dans laquelle la commune est exposée à un climat océanique altéré et est dans la région climatique  Lorraine, plateau de Langres, Morvan, caractérisée par un hiver rude (1,5 °C), des vents modérés et des brouillards fréquents en automne et hiver. 
Pour la période 1971-2000, la température annuelle moyenne est de 9,5 °C, avec une amplitude thermique annuelle de 16,6 °C. Le cumul annuel moyen de précipitations est de 1 023 mm, avec 13,8 jours de précipitations en janvier et 9,8 jours en juillet. Pour la période 1991-2020, la température moyenne annuelle observée sur la station météorologique de Météo-France la plus proche, « Cirfontaines_sapc », sur la commune de Cirfontaines-en-Ornois à 8 km à vol d'oiseau, est de 10,4 °C et le cumul annuel moyen de précipitations est de 904,1 mm. 
La température maximale relevée sur cette station est de 40 °C, atteinte le 12 août 2003 ; la température minimale est de −19,6 °C, atteinte le 6 février 1963,,. 
Les paramètres climatiques de la commune ont été estimés pour le milieu du siècle (2041-2070) selon différents scénarios d'émission de gaz à effet de serre à partir des nouvelles projections climatiques de référence DRIAS-2020. Ils sont consultables sur un site dédié publié par Météo-France en novembre 2022.

## Urbanisme

### Typologie
Au 1er janvier 2024, Bonnet est catégorisée commune rurale à habitat dispersé, selon la nouvelle grille communale de densité à sept niveaux définie par l'Insee en 2022.
Elle est située hors unité urbaine et hors attraction des villes,.

### Occupation des sols
L'occupation des sols de la commune, telle qu'elle ressort de la base de données européenne d’occupation biophysique des sols Corine Land Cover (CLC), est marquée par l'importance des territoires agricoles (59,5 % en 2018), une proportion identique à celle de 1990 (59,5 %). La répartition détaillée en 2018 est la suivante : 
terres arables (43,8 %), forêts (39,4 %), prairies (12,2 %), zones agricoles hétérogènes (3,5 %), zones urbanisées (1 %). L'évolution de l’occupation des sols de la commune et de ses infrastructures peut être observée sur les différentes représentations cartographiques du territoire : la carte de Cassini (XVIIIe siècle), la carte d'état-major (1820-1866) et les cartes ou photos aériennes de l'IGN pour la période actuelle (1950 à aujourd'hui).

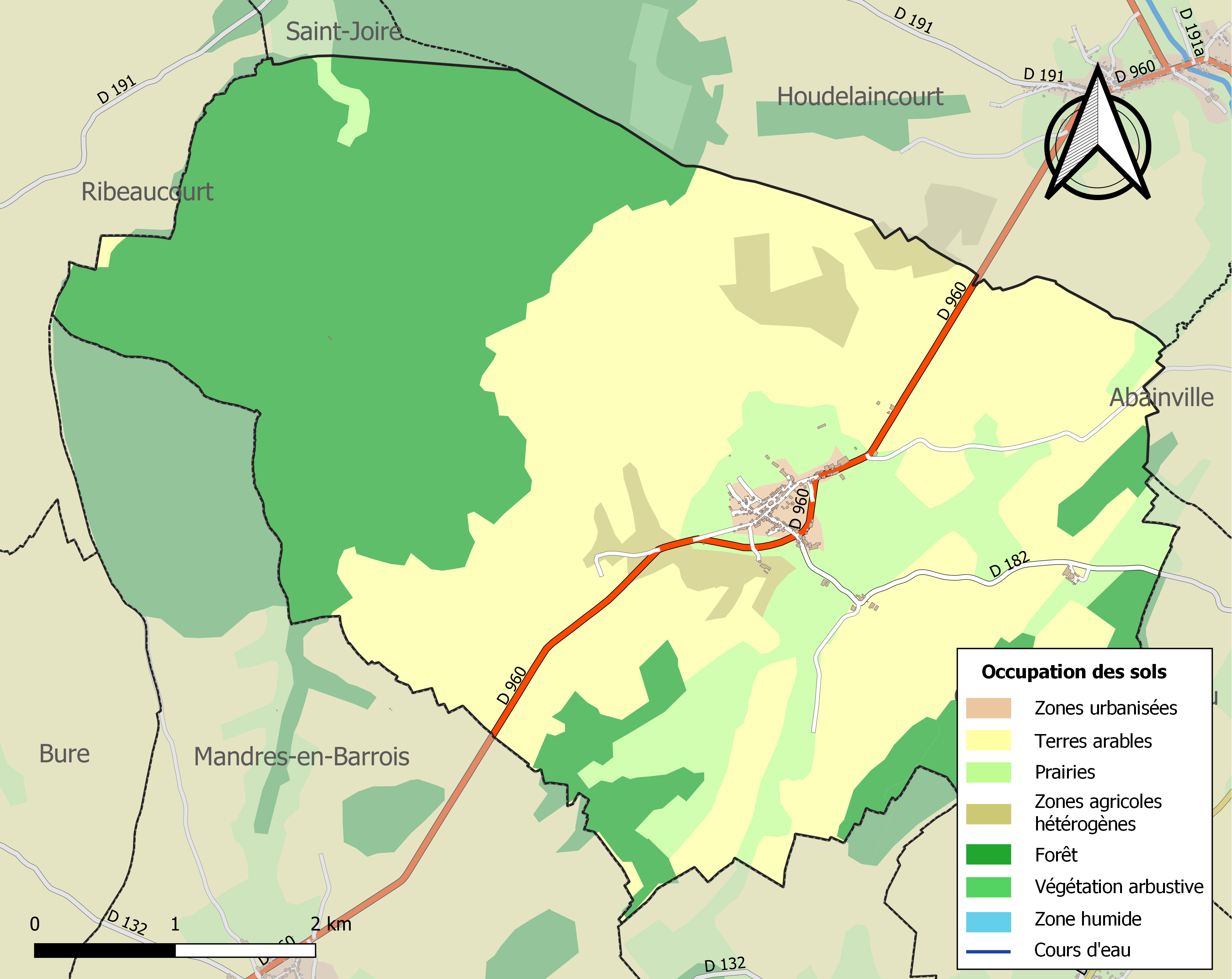
Carte des infrastructures et de l'occupation des sols de la commune en 2018 (CLC).

## Toponymie
Le nom de la localité est attesté sous les formes Boneidum (982) ; Boney (1327) ; Bonnayum (1402) ; Bonayum (1457) ; Buneium (1707) ; Bunetum (1711) ; Bonadus, Bonnay (1756).

Probablement de Belenos (dieu gaulois).

## Histoire

### Histoire chrétienne
Sa célébrité lui vient de son antique église qui abrite le tombeau de saint Florentin.
Saint Florentin fit partie de la pléiade d'ascètes qui au VIIe siècle émigra des îles Britanniques sur le continent pour y chercher la perfection chrétienne.
Fils d'un roi d'Écosse, saint Florentin se voit un jour proposer par son père d'être associé au trône. Mû par une aspiration d'En-Haut, il s'enfuit durant la nuit. Trente chevaliers sont envoyés à sa poursuite mais saint Florentin foule aux pieds la couronne qu'ils présentent et les convertit à son propre idéal.
Franchissant alors la mer, dit la légende, sur une immense croix de bois apportée par un ange, les fugitifs abordent la France. « Il nous faut départir (séparer) et Dieu servir », leur dit leur chef. Et les quittant il arrive par monts et par vaux aux confins de l'Austrasie et de la Bourgogne, à Bonnet. Cachant son titre et son nom, il se loue, par humilité, aux gens du lieu comme porcher.
Durant trente deux ans, saint Florentin mènera une vie abjecte, en butte aux méchancetés de ceux qui lui reprocheront de négliger son troupeau pour la prière, mais vengé par les miracles qui disent son application au devoir d'état et vénéré par les humbles qu'il réconforte et guérit.
Vint un jour ou Satan résolu de l'éprouver. Florentin avait un cœur et se souvenait des siens, de son pays, dont volontairement il restait sans nouvelles. Le démon, sous les traits d'une fille de roi se présente à lui, lui dit qui il est, lui parle de son Écosse lointaine et lui propose, en même temps que l'anneau du mariage, d'y retourner enfin.
Trois jours durant, le pâtre lutta contre les séductions de la jeune fille et contre ses propres souvenirs. À la fin pour chasser l'obsession, il leva la massue qui lui servait à diriger les bêtes et frappa la prétendue princesse. aussitôt celle-ci quitta ses traits d'emprunt et Florentin reconnut le diable.
Épuisé, il s'endormit sur place. À son réveil une source coulait à l'endroit où il avait fiché sa massue. C'est encore aujourd'hui la fontaine vénérée de Saint-Florentin où nombre de malades furent jadis guéris.
Averti par un ange que le terme de sa vie approchait, saint Florentin fit venir le curé, lui révéla sa royale origine et demanda qu'après sa mort son corps, déposé sur un char attelé de deux taureaux rouges, soit enterré au lieu ou s'arrêteront ces animaux.

### Moyen Âge
Entouré bientôt de la vénération populaire, le tombeau de saint Florentin donna naissance à l'église. En 960, saint Gérard, évêque de Toul, développa le culte de saint Florentin et aux XIIe et XIVe siècles, il fallut agrandir l'église en raison de l'affluence des pèlerins venant de toute l'Europe. Les aliénés, les nerveux y imploraient leur guérison. Sous Louis XIV, un soldat, victime de la guerre, y recouvra l'usage de ses membres. Au XVIe siècle, la ville de Bar-le-Duc payait volontiers le pèlerinage à Bonnet aux aliénés qui dépendaient d'elle. De tout temps, saint Florentin fut invoqué contre les diverses formes de crainte en raison de la peur que lui causa Satan.

## Politique et administration

### Liste des maires
| Période                                  | Période   | Identité                                      | Étiquette | Qualité     |
| ---------------------------------------- | --------- | --------------------------------------------- | --------- | ----------- |
| Les données manquantes sont à compléter. |           |                                               |           |             |
| mars 1995                                | mars 2014 | Jean-Pierre Remmele                           | DVD       |             |
| mars 2014                                | En cours  | Philippe André Réélu pour le mandat 2020-2026 |           | Agriculteur |

### Politique environnementale

#### Projet de site de stockage des déchets nucléaires
À la suite de l'adoption en 2006 par le parlement d'une loi sur les déchets nucléaires promulguant l'enfouissement comme solution de référence, l'ANDRA propose au gouvernement d'effectuer des études complémentaires sur une zone de 28 km2, dont la commune de Bonnet fait partie, en vue de créer éventuellement par la suite un centre d'enfouissement dans une zone de 200 km2 autour de Bure.
Le 20 janvier 2010, le conseil municipal prend une délibération contre l'enfouissement des déchets radioactifs HAVL et MAVL dans le sous-sol de la commune par principe de précaution, puis émet le 22 décembre 2010 un avis défavorable à la poursuite des travaux menés dans le laboratoire de recherche souterrain exploité par l'ANDRA à Bure lors de la demande de renouvellement de l'autorisation d'exploiter déposée pour la période 2012-2030. Il propose que ce laboratoire devienne une « très grande infrastructure » ouverte à d'autres thématiques de recherche scientifique.
Au premier tour de l'élection présidentielle de 2017, cependant, les électeurs, comme ceux des communes voisines, choisissent en majorité des candidats n'ayant pas mis à leur programme l'arrêt du projet Cigéo et la fermeture du laboratoire.

## Population et société

### Démographie
L'évolution du nombre d'habitants est connue à travers les recensements de la population effectués dans la commune depuis 1793. Pour les communes de moins de 10 000 habitants, une enquête de recensement portant sur toute la population est réalisée tous les cinq ans, les populations de référence des années intermédiaires étant quant à elles estimées par interpolation ou extrapolation. Pour la commune, le premier recensement exhaustif entrant dans le cadre du nouveau dispositif a été réalisé en 2008.

En 2022, la commune comptait 181 habitants, en évolution de −11,71 % par rapport à 2016 (Meuse : −4,4 %, France hors Mayotte : +2,11 %).
| 1793 | 1800 | 1806 | 1821 | 1831 | 1836 | 1841 | 1846 | 1851 |
| ---- | ---- | ---- | ---- | ---- | ---- | ---- | ---- | ---- |
| 546  | 584  | 589  | 539  | 578  | 570  | 590  | 574  | 579  |

| 1856 | 1861 | 1866 | 1872 | 1876 | 1881 | 1886 | 1891 | 1896 |
| ---- | ---- | ---- | ---- | ---- | ---- | ---- | ---- | ---- |
| 518  | 529  | 516  | 500  | 472  | 506  | 497  | 491  | 461  |

| 1901 | 1906 | 1911 | 1921 | 1926 | 1931 | 1936 | 1946 | 1954 |
| ---- | ---- | ---- | ---- | ---- | ---- | ---- | ---- | ---- |
| 471  | 454  | 418  | 401  | 364  | 349  | 341  | 315  | 285  |

| 1962 | 1968 | 1975 | 1982 | 1990 | 1999 | 2006 | 2008 | 2013 |
| ---- | ---- | ---- | ---- | ---- | ---- | ---- | ---- | ---- |
| 290  | 276  | 243  | 245  | 236  | 198  | 213  | 217  | 207  |

| 2018 | 2022 | - | - | - | - | - | - | - |
| ---- | ---- | - | - | - | - | - | - | - |
| 195  | 181  | - | - | - | - | - | - | - |

## Culture locale et patrimoine

### Lieux et monuments

#### Église Saint Florentin

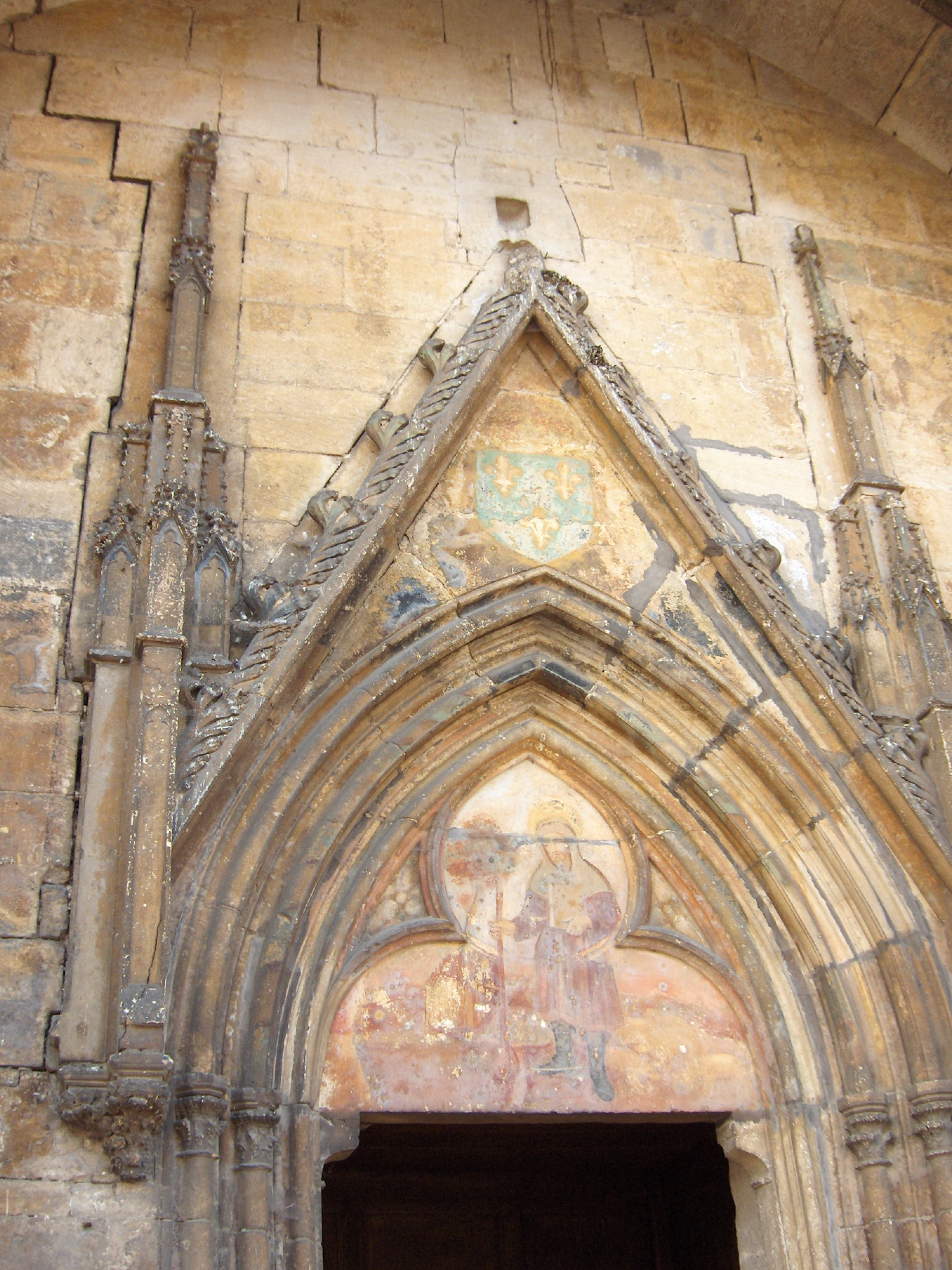
Portique de l'église Saint-Florentin.

- Église Saint-Florentin,  Classé MH (1909).

L'église de Bonnet est classée monument historique depuis 1909.
Les principaux épisodes de la vie de saint Florentin sont évoqués dans une suite de 19 peintures murales (classées M.H. 1907). Une inscription sur le dernier panneau rajouté lors de la restauration de 1876, reprend un cartouche ancien, donnant la date de 1500 et le nom du révérend père Mathieu, sans qu'on puisse savoir s'il s'agit de la date d'exécution et du nom du peintre.
Le tombeau de saint Florentin (le gisant, classé M.H. 1907) se trouve à la croisée du transept et date de la fin du XVIe siècle. Lors des pèlerinages, on faisait passer les malades entre les cinq piliers qui supportent le gisant du Saint.

#### Autres curiosités

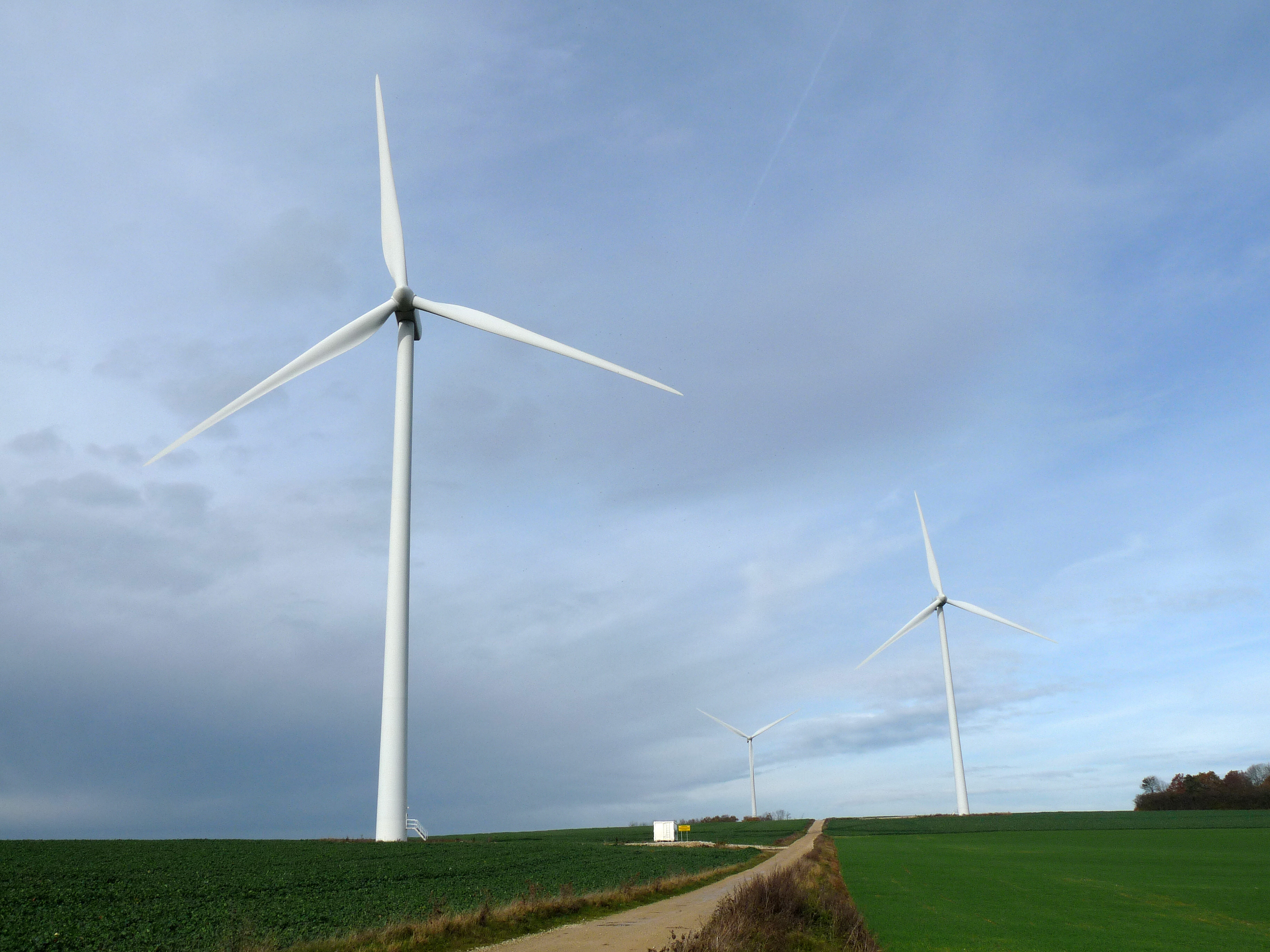
Éoliennes entre Mandres-en-Barrois et Bonnet.

- Une typique allée des tilleuls qui mène à la fontaine de Saint-Florentin et à l'aire de détente (extrémité du village, direction Joinville).
- La mairie-école (1852), édifice le plus architecturé du canton.
- L'égayoir, bassin semi-circulaire à pente douce dans lequel on baignait les chevaux (extrémité du village, direction Gondrecourt-le-Château).
- Le verger conservatoire (mémoire des vergers locaux), les fontaines, lavoirs, châteaux, maisons de caractère et l'ancien presbytère à découvrir en se baladant dans le village. Vue panoramique des parcs éoliens installés sur la commune en se rendant près de la « croix du moulin à vent ».

### Personnalités liées à la commune
- Saint Florentin

### Héraldique
| Blason de Bonnet | Blason  | D'azur à la quinte feuille d'argent au bouton d'or, accostée de deux pointes de flèches du même et soutenue par un agneau pascal d'argent à la tête contournée tenant une croix d'or. |
| Blason de Bonnet | Détails | La quintefeuille, fleur d'un arbre fruitier, évoque Florentin (florens) et ainsi saint Florentin patron de la paroisse. Les pointes de flèches représentent les éléments défensifs de l'église fortifiée. L'agneau pascal est celui de l'abbaye Saint-Jean-Baptiste de Laon dont dépendait le prieuré de Richemont fondé à Bonnet. Armoiries composées par R.A. Louis et adoptées par la commune le 17 avril 2013. |